# Camerún en los Juegos Olímpicos de Seúl 1988
Camerún estuvo representado en los Juegos Olímpicos de Seúl 1988 por un total de 15 deportistas que compitieron en 4 deportes.  
El equipo olímpico camerunés no obtuvo ninguna medalla en estos Juegos.